# 喙果卫矛
喙果卫矛（学名：Euonymus rostratus）是卫矛科卫矛属的植物，是中国的特有植物。分布于中国大陆的云南、西藏等地，生长于海拔770米至2,000米的地区，一般生长在常绿阔叶林中，目前尚未由人工引种栽培。